# L'Autre Continent
Pour plus de détails, voir Fiche technique et Distribution.
L'Autre Continent est un drame romantique franco-taïwanais réalisé par Romain Cogitore et sorti en 2019.

## Synopsis
Maria a trente ans, elle est passionnée par les langues étrangères et s'enorgueillit d'en parler quatre. Olivier a le même âge, il a appris quatorze langues, en utilisant une méthode de mémorisation antique. Ils se rencontrent et s'aiment à Taïwan. Jusqu'au jour où la maladie frappe, et le destin de leur amour bascule.

## Fiche technique
- Titre original : L'Autre Continent
- Réalisation : Romain Cogitore
- Scénario : Romain Cogitore
- Décors : David Faivre et Huei-li Liao
- Costumes : Morgane Lambert
- Photographie : Thomas Ozoux
- Montage : Florent Vassault et Romain Cogitore
- Musique : Mathieu Lamboley
- Production : Tom Dercourt et Vincent Wang
- Sociétés de production : Cinema Defacto et House on Fire
- Société de distribution : Sophie Dulac Distribution
- Pays d'origine :  France et  Taïwan
- Langue originale : français, mandarin
- Format : couleur
- Genre : drame romantique
- Durée : 90 minutes
- Dates de sortie :
  - France : 8 novembre 2018 (Villefranche-sur-Saône) ; 5 juin 2019 (en salles)

## Distribution
- Déborah François : Maria
- Paul Hamy : Olivier
- Vincent Perez : professeur Deglacière
- Aviis Zhong : professeur Chen
- Nanou Garcia : Danouta
- Daniel Martin : Jacques
- Christiane Millet : Sophie-Charlotte
- Réginal Kudiwu : Florian

## Accueil
Le film est sélectionné au Festival des Arcs où il fait sa première. Il remporte le Grand Prix de la compétition internationale du festival international de Tübingen.

### Critiques
Le site Allociné recense une moyenne des critiques presse de 3,3/5.
Pour Télérama, le film est « un voyage amer, doux et périlleux, aux confins de la romance ». Le Parisien le choisit comme son coup de coeur et salue « un film magnifique ». Pour Le Nouvel Observateur, « Romain Cogitore détourne les lois et subvertit les codes de cette love story pour en faire un film vraiment singulier ». Pour 20 minutes, « L’Autre continent n’a rien d’un conte de fées, ce qui ne l’empêche pas d’émouvoir en décryptant les rapports du couple ». Alors que pour Première, « L’Autre continent ne parvient pas à échapper au piège lacrymal et échoue à trouver sa singularité ».